# Davi Fernandes
Davi Fernandes, nome artístico de David Fernandes Abreu (1975), é um cantor e compositor brasileiro de música cristã contemporânea, ex-vocalista da banda Primeira Essência. Desde 2004 segue em carreira solo. Como compositor, teve músicas gravadas por artistas e bandas como Aline Barros, Trazendo a Arca, Fernanda Brum, Davi Sacer, entre outros.

## Biografia
Nascido no Rio de Janeiro em 1975, Davi nasceu em uma família cristã, e envolvido desde pequeno com a música. Aos sete anos de idade começou a fazer parte de um coral infantil. Aos doze anos se mudou para Boa Vista, por conta do emprego do pai, contudo em 1997 voltou ao Rio onde formou sua primeira banda, chamada Primeira Essência, gravando com a mesma 2 álbuns de repercussão nacional pela gravadora MK Music.
Em 2008, gravou o disco Som de Davi, com músicas de sua autoria gravadas ao vivo por nove cantores conhecidos no meio evangélico: Davi Sacer, David Quinlan, David Cerqueira, Davi Silva e Davi Passamani.
Em carreira solo, como compositor, Davi já escreveu canções para vários cantores do segmento, como: Davi Sacer, David Quinlan, Aline Barros, Trazendo a Arca, Jamba, Fernanda Brum, Eyshila, Bruna Karla, Marcus Salles, Brenda dos Santos, Pamela, Ellas, Cristina Mel, Raquel Mello, Robinson Monteiro, Novo Som, Voices, Jozyanne, Liz Lanne, Mara Maravilha, Marina de Oliveira, Jill Viegas, Jairo Bonfim, Toque no Altar e Pierre Onasis. "Confio em Ti", gravada por Davi Sacer no álbum de nome homônimo foi indicada a Melhor música no Troféu Promessas 2011.
Atualmente, ele é pastor e lidera uma banda chamada Cultura do Céu, com influências do Pop Rock/Eletrônico, de grupos internacionais como Hillsong, Bethel Music e Jesus Culture. Juntos, eles têm 3 Álbuns gravados e varios singles.
Davi é casado e tem dois filhos, Kaleb e Josh, que também são ministros de louvor e têm músicas gravadas.

## Discografia
Com o Primeira Essência
Solo
- 2004: Som da Noiva
- 2006: Jardim em Chamas
- 2008: Som de Davi
- 2012: Minha História Vai Mudar

Com o Cultura do Céu